# Temporada 1962-1963 del FC Barcelona
Les dades més destacades de la temporada 1962-1963 del Futbol Club Barcelona són les següents:

## 1963

### Juny
- 23 juny -  Copa del Generalísimo. Final. El Barça s'imposa al Real Zaragoza (3-1) al Camp Nou, que per primera vegada acull una final de Copa aprofitant la visita de Franco a Barcelona. Pereda, Kocsis i Zaldúa són els golejadors blaugrana i Villa marca pels aragonesos.

### Maig
- 19 maig - Copa del Generalísimo. Vuitens de final. Tornada. El Barça força el partit de desempat en vèncer a l'Elx CF a l'estadi per 4-1. Camps, Gensana, Benítez y Zaldúa marquen pels blaugrana en una gran segona part.
- 15 maig - El primer equip es concentra a Caldes de Montbui per a preparar el partit de tornada de Copa amb l'Elx CF. --- Homenatge a l'exjugador Gustau Biosca a la Penya Solera.
- 14 maig - El club fa públic el traspàs del jugador uruguaià Alcides Silveira al club argentí Boca Juniors
- 12 maig – Copa del Generalísimo. Vuitens de final. Anada. Contundent desfeta del Barça a l'Estadi Altabix (4-1) davant un Elx CF que juga gairebé tota la segona part amb deu homes. Zaldúa marca pels blaugrana.
- 7 maig – L'assemblea general extraordinaria acull 137 compromisaris a la sala CAPSA i autoritza per unanimitat al Consell Directiu del club per a enderrocar el camp de Les Corts i vendre els terrenys. Així mateix a aprova el trasllat del bust de Joan Gamper al Camp Nou
- 5 maig - Copa del Generalísimo. Setzens de final. Tornada. Malgrat la derrota a la Condomina davant el Real Múrcia (1-0), el Barça es classifica pels vuitens de final.

### Febrer
- 17 febrer - 21a. jornada de Lliga. El Barça es refà amb una golejada (4-0) sobre l'Elx CF al Camp Nou. Zaldúa (3) i Pereda són els golejadors. Pesudo, lesionat en rebre un cop de peu al cap, és substituït per Celdrán a la porteria.

### Gener
- 8 gener - El president Enric Llaudet fa públic el cessament de Kubala com a entrenador del primer equip i la seva substitució per l'exjugador del club Josep Gonzalvo.
- 6 gener - 15a. jornada de Lliga. Ensopegada al Camp Nou del Barça, que no passa de l'empat (1-1) davant el RCD Mallorca. Pedro Zaballa marca el gol dels blaugrana, que acaben la primera volta en 7è lloc, a sis punts del líder Reial Madrid.
- 3 gener - L'entrenador Laszlo Kubala remet una carta a la Junta Directiva en la qual s'ofereix per a tornar a jugar amb el primer equip i simultanejar-ho amb les tasques d'entrenador
- 2 gener - Copa de Fires. Vuitens de final. Desempat. L'Estrella Roja venç (1-0) i elimina el Barça amb un gol de penal rigorós. El partit es disputa a l'estadi Leo Lagrange de Niça davant 5.000 espectadors. Benítez, que juga com a davanter centre, es lesiona i després és expulsat per agredir un contrari.
- 1 gener - El primer equip passa la nit de Cap d'Any a l'hotel Beau Rivage de Niça, en espera del partit de desempat de la Copa de Fires, que els enfronta als iugoslaus de l'Estrella Roja de Belgrad.

## 1962

### Desembre
- 30 desembre - 14a. jornada de Lliga: Desfeta blaugrana a Pamplona enfront del cuer Osasuna (3-1). Villaverde fa el gol del Barça i Rodri es lesiona al menisc. Alguns titulars com Fusté i Vergés no han pogut viatjar a Navarra en quedar aïllats per la gran nevada caiguda sobre Catalunya.
- 23 desembre - 13a. jornada de Lliga: Ajustada victòria del Barça enfront del Córdoba (2-1) amb gols de Martí Vergés i Luis Alberto Cubilla i penal errat per Gràcia. Els blaugrana ocupen el cinquè lloc, a 5 punts del Reial Madrid.
- 19 desembre - Copa de Fires. Vuitens de final. Tornada. El Barça força el partit de desempat en vèncer l'Estrella Roja a l'Estadi (1-0). Kubala fa jugar Julio César Benítez de davanter centre i Cubilla marca de xilena el gol decisiu a quatre minuts del final. Partit dur amb Jesús Pereda i Kovacevic expulsats per agressió mútua.
- 16 desembre - 12a. jornada de Lliga: Derrota del Barça a la Romareda (2-1) enfront del Reial Saragossa. Els aragonesos obren el marcador gràcies a un rigorós penal xiulat per Birigay i Gràcia fa el gol blaugrana.
- 9 desembre - 11a. jornada de Lliga: Barcelona i Atlètic de Madrid empaten sense gols (0-0) al Camp Nou. Sospitós arbitratge de Zariquiegui que permet la duresa de Jorge Griffa i la defensa atlètica i ignora diversos penals a l'àrea dels matalassers. El líder Reial Madrid ja és a quatre punts. - Inaugurada a l'Estadi la sala de trofeus.
- 2 desembre - Copa de Fires. Vuitens de final. Anada. L'Estrella Roja de Belgrad supera el Barça (3-2) després de remuntar dos gols inicials de Cubilla i Villaverde. Els iugoslaus, d'acord amb la reglamentació de la UEFA, es reforcen amb dos extrems de l'OFK Belgrad.

### Novembre
- 25 novembre - Victòria blaugrana (1-2) en l'amistós contra la selecció de Berlin jugat a la capital alemanya. Villaverde i el jove Eladio marquen els gols del Barça en un partit amb destacada actuació del porter Celdrán.

### Octubre
- 24 octubre - El Camp Nou acull un partit amistós entre el Barça i el Mantova en benefici dels damnificats per les inundacions del Vallès. Els blaugrana s'imposen als italians (1-0)

### Setembre
- 12 setembre - Copa de Fires. Final. Tornada. El València CF es proclama campió en empatar al Camp Nou (1-1). Sandor Kocsis fa el gol blaugrana i l'equip de Scopelli empata a l'últim minut per mitjà de Guillot.
- 11 setembre - El president Llaudet declara a la premsa que farà les funcions de delegat de camp en el partit de tornada amb el València per tal que el públic l'escridassi a ell.
- 8 setembre - Copa de Fires. Final. Anada. El Barça surt severament golejat de Mestalla (6-2) en el primer partit de la final. Sandor Kocsis avança per dos cops als blaugrana, però una nit inspiradísima dels valencians amb gols de Guillot (3), Yosu (2) i Héctor Núñez deixen pràcticament decidit el títol. L'àrbitre francès Barbéran ignora unes clares mans de Chicao dins de l'àrea amb 1-2 al marcador.

## Plantilla[1][2]
| Porters - José Manuel Pesudo - Salvador Sadurní - Joan Antoni Celdran | Defenses - Ferran Olivella - Rodri - Sígfrid Gràcia - Foncho - Julio César Benítez - Eladi Silvestre | Centrecampistes - Joan Segarra - Enric Gensana - Martí Vergés - Jesús Garay - Josep Maria Fusté - Alcides Vicente Silveira | Davanters - Ramón Alberto Villaverde - Sandor Kocsis - Jesús Pereda - Pedro Zaballa - José Antonio Zaldúa - Vicente González - Cayetano Re - Luis Alberto Cubilla - Antoni Camps - Fernand Goyvaerts - Tibor Szalay |

## Classificació
- Lliga d'Espanya: Sisena posició amb 31 punts (30 partits, 11 victòries, 9 empats, 10 derrotes, 45 gols a favor i 36 en contra).
- Copa d'Espanya: Campió . Eliminà el Reial Múrcia, Elx CF, Reial Valladolid, València CF i a la final al Reial Saragossa, al que derrotà 3 a 1.
- Copa de les Ciutats en Fires: Vuitens de final.

## Resultats
| PARTITS |
| --- |
| 25-08-62. AMISTÓS BARCELONA-A.E.K. 6-1 01-09-62. CARRANZA BARCELONA-SAN LORENZO ALMAGRO 3-2 02-09-62. CARRANZA BARCELONA-ZARAGOZA 1-1 /8-3/ penals 08-09-62. COPA DE FIRES VALENCIA-BARCELONA 6-2 09-09-62. AMISTÓS LLEIDA-BARCELONA 2-3 12-09-62. COPA DE FIRES BARCELONA-VALENCIA 1-1 16-09-62. LLIGA ATHLETIC BILBAO-BARCELONA 2-3 23-09-62. LLIGA BARCELONA-BETIS 1-0 30-09-62. LLIGA REAL MADRID-BARCELONA 2-0 03-10-62. COPA DE FIRES OS BELENENSES-BARCELONA 1-1 07-10-62. LLIGA BARCELONA-DEPORTIVO LA CORUNA 5-2 11-10-62. COPA DE FIRES BARCELONA-OS BELENENSES 1-1 14-10-62. LLIGA BARCELONA-MALAGA 4-0 21-10-62. LLIGA ELCHE-BARCELONA 1-1 24-10-62. AMISTÓS BARCELONA-MANTOVA 1-0 28-10-62. LLIGA BARCELONA-VALLADOLID 2-1 31-10-62. COPA DE FIRES BARCELONA-OS BELENENSES 3-2 01-11-62. AMISTÓS MARTINENC-BARCELONA 1-3 04-11-62. LLIGA OVIEDO-BARCELONA 3-1 11-11-62. LLIGA BARCELONA-VALENCIA 1-1 18-11-62. LLIGA SEVILLA-BARCELONA 1-0 21-11-62. AMISTÓS HIBERNIAN-BARCELONA 1-3 25-11-62. AMISTÓS SEL. BERLIN-BARCELONA 1-2 29-11-62. AMISTÓS RACING PARIS-BARCELONA 1-2 02-12-62. COPA DE FIRES ESTRELLA ROJA-BARCELONA 3-2 09-12-62. LLIGA BARCELONA-ATLETICO MADRID 0-0 16-12-62. LLIGA ZARAGOZA-BARCELONA 2-1 19-12-62. COPA DE FIRES BARCELONA-ESTRELLA ROJA 1-0 23-12-62. LLIGA BARCELONA-CORDOBA 2-1 30-12-62. LLIGA OSASUNA-BARCELONA 3-1 02-01-63. COPA FERIA ESTRELLA ROJA-BARCELONA 1-0 06-01-63. LLIGA BARCELONA-MALLORCA 1-1 13-01-63. LLIGA BARCELONA-ATHLETIC BILBAO 0-0 20-01-63. LLIGA BETIS-BARCELONA 1-1 27-01-63. LLIGA BARCELONA-REAL MADRID 1-5 03-02-63. LLIGA DEPORTIVO LA CORUNA-BARCELONA 1-0 10-02-63. LLIGA MALAGA-BARCELONA 0-7 17-02-63. LLIGA BARCELONA-ELCHE 4-0 24-02-63. LLIGA VALLADOLID-BARCELONA 1-0 03-03-63. LLIGA BARCELONA-OVIEDO 2-1 10-03-63. LLIGA VALENCIA-BARCELONA 0-3 17-03-63. LLIGA BARCELONA-SEVILLA 0-0 19-03-63. AMISTÓS SABADELL-BARCELONA 2-1 24-03-63. LLIGA ATHLETIC DE MADRID-BARCELONA 4-2 31-03-63. LLIGA BARCELONA-ZARAGOZA 0-0 07-04-63. LLIGA CORDOBA-BARCELONA 1-2 14-04-63. LLIGA BARCELONA-OSASUNA 0-0 15-04-63. AMISTÓS MATARO-BARCELONA 2-5 21-04-63. AMISTÓS SANT ANDREU-BARCELONA 4-9 21-04-63. LLIGA MALLORCA-BARCELONA 2-0 28-04-63. COPA GENERALISIMO BARCELONA-MURCIA 3-1 01-05-63. AMISTÓS HANNOVER-BARCELONA 2-4 05-05-63. AMISTÓS WALDHOF-BARCELONA 0-2 05-05-63. COPA GENERALISIMO MURCIA-BARCELONA 1-0 12-05-63. COPA GENERALISIMO ELCHE-BARCELONA 4-1 19-05-63. COPA GENERALISIMO BARCELONA-ELCHE 4-1 21-05-63. COPA GENERALISIMO BARCELONA-ELCHE 2-1 26-05-63. COPA GENERALISIMO VALLADOLID-BARCELONA 2-1 01-06-63. COPA GENERALISIMO BARCELONA-VALLADOLID 4-1 03-06-63. AMISTÓS PUIGREIG-BARCELON 1-4 09-06-63. COPA GENERALISIMO VALENCIA-BARCELONA 2-2 12-06-63. AMISTÓS BARCELONA-SANTOS BRASIL 2-0 15-06-63. COPA GENERALISIMO BARCELONA-VALENCIA 1-1 18-06-63. COPA GENERALISIMO BARCELONA-VALENCIA 1-0 23-06-63. COPA GENERALISIMO BARCELONA-ZARAGOZA 3-1 28-06-63. AMISTÓS BARCELONA-STANDARD LIEJA 4-2 04-07-63. TORNEIG TRIANGULAR SELECCIO AFA BUENOS AIRES-BARCELONA 0-3 06-07-63. TORNEIG TRIANGULAR NACIONAL MONTEVIDEO-BARCELONA 2-2 09-07-63. TORNEIG TRIANGULAR BOCA JUNIORS-BARCELONA 2-1 |